# Даніела Нойнаст
Даніела Нойнаст (нім. Daniela Neunast, 19 вересня 1966) — німецька академічна веслувальниця.
Олімпійська чемпіонка 1988 року в складі вісімки, бронзова призерка 1992 року в складі вісімки, учасниця 1996 року.
Чемпіонка світу 1985 року в складі розпашної четвірки зі стерновою, срібна призерка 1986, 1989 років у складі вісімки, бронзова призерка 1993 року в складі вісімки.